# Regelkreis der Rohstoffversorgung

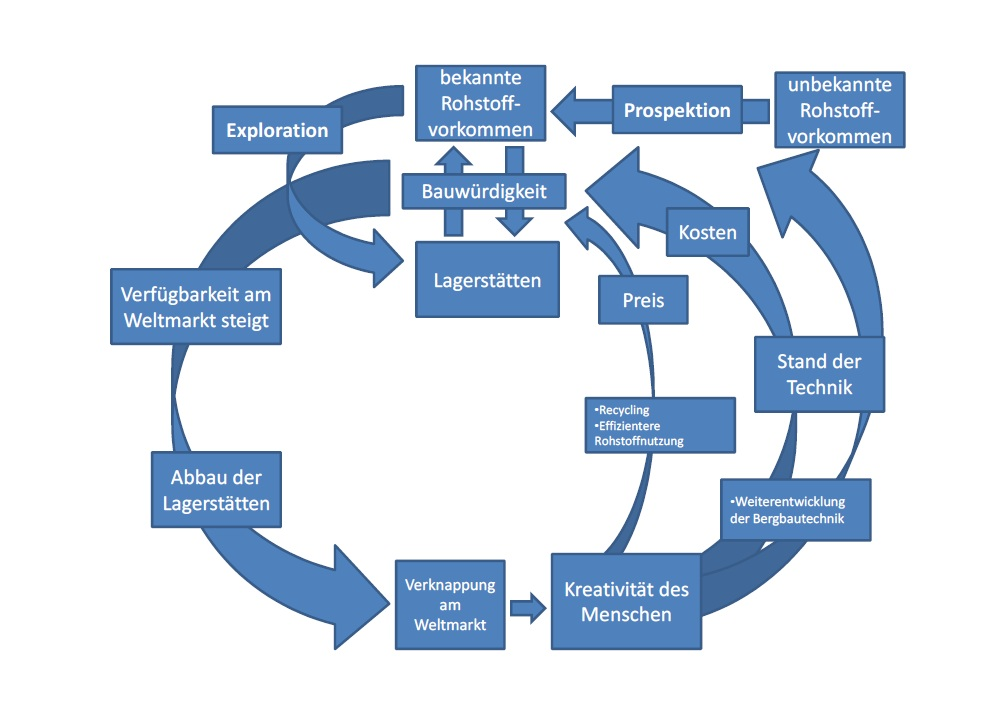
Regelkreis der Rohstoffversorgung

Der Regelkreis der Rohstoffversorgung zeigt das Zusammenspiel von Markt und Technik, die auf die Rohstoffvorkommen wirken.

## Kreis
In Abhängigkeit von dem Weltmarktpreis und den Kosten für Gewinnung und Förderung definiert sich die Bauwürdigkeit. Ein bauwürdiges Vorkommen ist eine Lagerstätte. Bei Änderungen der Weltmarktpreise und/oder der Kosten für Förderung und Gewinnung kann eine Lagerstätte wieder zu einem Vorkommen werden.